# Volymprocent
Volymprocent betecknar en hundradel av en volym. Volymprocent används till vardags för att ange blandningsförhållandet mellan olika ämnen i vätskeblandningar, bland annat för att ange alkoholhalten i drycker. Inom kemin är det däremot molförhållandet som anges eftersom detta är oberoende av tryck, temperatur och aggregationstillstånd.
Definitionen utgår från kvoten:
{\displaystyle \phi _{i}={\frac {V_{i}}{\sum _{j}V_{j}}}}
Det är alltså volymen av komponenterna före en tänkt blandning som räknas som 100 %. De flesta vätskor krymper dock något vid blandning medan ett fåtal ökar något i volym. Detta gör volymprocent till ett svårhanterligt mått, i varje fall vid precisionsberäkningar.

## Volymprocent och alkohol
Alkohol har lägre täthet än vatten. En liter ren alkohol väger 789 gram, det betyder att ett kilo ren alkohol är 1,26 liter. En liter rent vatten väger ett kilo.
Om man räknar ut alkoholstyrkan i öl blir siffrorna olika beroende på om man menar hur mycket av vikten som är alkohol, eller hur mycket av volymen som är alkohol. Alkohol är lättare än vatten, så räknar man på vikten blir procentsiffran lägre. Viktprocent talar om hur mycket av vikten som är alkohol, volymprocent talar om hur mycket av volymen som är alkohol.
Tidigare mättes ölens alkoholhalt i viktprocent i Sverige, men vin och sprit i volymprocent. Numera använder man volymprocent på ölen också. Det ger högre siffror på samma alkoholhalt.
| Typ av öl | Viktprocent | Volymprocent |
| --------- | ----------- | ------------ |
| Lättöl    | 1,8         | 2,25         |
| Folköl    | 2,8         | 3,5          |
| Mellanöl  | 3,6         | 4,4          |
| Starköl   | 4,5         | 5,6          |